# Palacio de los Condes de Toreno
El palacio de los Condes de Toreno es uno de los principales ejemplos de arquitectura civil barroca de la ciudad de Oviedo (Asturias, España).

## Historia
Es obra del arquitecto Gregorio de la Roza, quien lo edificó entre 1673 y 1675 por encargo de la familia Malleza Doriga. Se encuentra situado en el número 5 de la plaza Porlier de la capital asturiana.

## Características
Sus elementos más significativos son: la fachada, asimétrica, hecha a base de sillares y la portada, con columnas y blasones dispuestos a cada lado de un balcón central, y huecos en forma de saeteras, balcones y ventanas. En el interior destaca un patio con columnas toscanas, además de una monumental escalera de piedra a la derecha.
El edificio, declarado Monumento Histórico-Artístico albergó la sede de la Biblioteca Pública Provincial (junto con el Centro Coordinador de Bibliotecas y  el Archivo Histórico Provincial) desde febrero de 1958 hasta noviembre de 1987. Actualmente alberga la sede del Real Instituto de Estudios Asturianos (RIDEA), entidad fundada en 1946 con el propósito de estimular cuantas investigaciones sirviesen al mantenimiento y enriquecimiento del acervo cultural y artístico de la región en su vertiente propiamente asturiana.
En el palacio vino al mundo el político e historiador José María Queipo de Llano, VII Conde de Toreno, embajador enviado por la Junta General del Principado ante el gobierno inglés durante la Guerra de la Independencia para recabar su ayuda; también fue diputado, presidente del Consejo de Ministros y reformista.